# Erigophantes borneoensis
Erigophantes borneoensis är en spindelart som beskrevs av Jörg Wunderlich 1995. Erigophantes borneoensis ingår i släktet Erigophantes och familjen täckvävarspindlar. Inga underarter finns listade i Catalogue of Life.